# Track T-800CDI

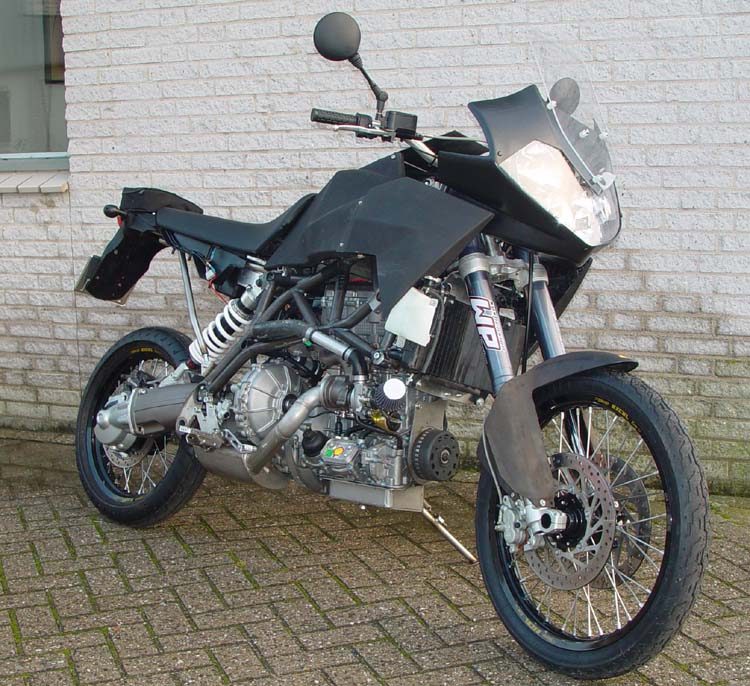
Track T-800CDI-prototype uit 2006

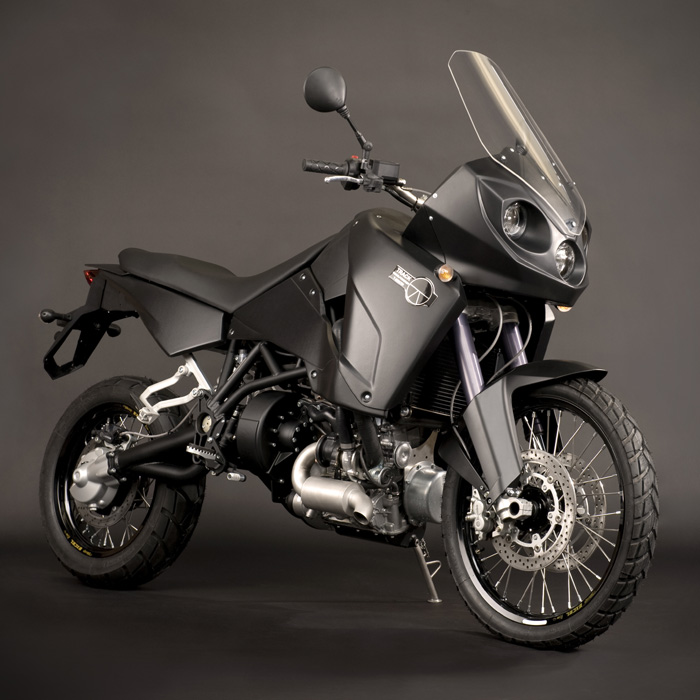
Productierijpe versie van de Track T-800 uit 2011

De "Track T-800 CDI" was een dieselmotorfiets die werd gebouwd door het Nederlandse bedrijf Track, en was ontworpen en ontwikkeld door Erik Vegt en geproduceerd door het bedrijf EVA Products .  Op het einde van de productie heette het bedrijf "Track Dieselmotorfiets", en bestond het productieteam uit vier personen.

## Voorgeschiedenis
In het verleden zijn er een aantal pogingen geweest om dieselmotoren op de markt te brengen, maar vrijwel al deze pogingen mislukten omdat de vermogenseigenschappen van een dieselmotor van kleine cilinder inhoud niet competitief zijn met die van kleine benzine verbrandingsmotoren. Royal Enfield is een van de weinige merken die met matig succes een dieselmotor heeft uitgebracht, maar ook hier waren de vermogenseigenschappen dodend. Zo had de benzineversie met een 350cc eencilindermotor een maximum vermogen van 22pk en 28 Nm koppel, terwijl de dieselversie een maximum vermogen van 6.5pk en 15 Nm koppel had.

Erik Vegt had in het verleden een bedrijf (EVA Products) waar hij motorfietsen aanpaste voor het maken van grote reizen en de deelname aan (woestijn)rally's. Deze motorfietsen moesten een vrij grote brandstoftank en verstevigde vering krijgen, wat de rij-eigenschappen niet ten goede kwam. Vegt zocht naar mogelijkheden om deze problemen op te lossen en vond ze in het gebruik van een lichte dieselmotor. Inmiddels was de vermogensafgifte van dergelijke dieselmotoren onder andere door de toepassing van Common-Rail Diesel Injectie (CDI) aanmerkelijk verbeterd. Nog onder de bedrijfsnaam E.V.A. Products begon men in 2006 met de ontwikkeling van een dieselmotorfiets, en in hetzelfde jaar was een eerste prototype gereed. In 2009 publiceerde het blad "Motor" een test met deze motorfiets.

## Track T-800 CDI
Als krachtbron voor de T-800 CDI werd een driecilinder-lijnmotor van Mercedes-Benz gekozen, de 800cc Commonrail CDI. Deze motor werd onder andere in de Smart For-Two auto geplaatst. Als brandstof kunnen dieselolie en biodiesel worden gebruikt, maar de motor loopt ook op GTL (gas to liquids).

## Einde
In april 2013 bouwde Track de laatste motorfietsen. In een nieuwsbericht op de site meldt Track dat ze te weinig klanten hebben kunnen vinden om een levensvatbaar bedrijf te blijven. 

## Technische gegevens
| Track                  | T-800 CDI                             |
| ---------------------- | ------------------------------------- |
| Periode                | 2006-2013                             |
| Categorie              | Allroad                               |
| Motortype              | Diesel (Mercedes-Benz)                |
| Bouwwijze              | Langsgeplaatste driecilinderlijnmotor |
| Koeling                | Vloeistof                             |
| Boring                 | 65,5mm                                |
| Slag                   | 79,0mm                                |
| Cilinderinhoud         | 799cc                                 |
| Brandstofvoorziening   | Common-rail met turbocompressor       |
| Ontsteking             | Zelfontbranding                       |
| Smeersysteem           | Wet-sumpsysteem                       |
| Compressieverhouding   | 18:1                                  |
| Turbodruk              | 1,25 Bar                              |
| Max. Vermogen          | 33 kW (45 pk) bij 3.000 tot 4.500 tpm |
| Max. koppel            | 100 Nm bij 1.800 tpm                  |
| Topsnelheid            | 175 km/uur                            |
| Koppeling              | Continu variabele transmissie         |
| Versnellingen          | N.V.T.                                |
| Secundaire aandrijving | Cardanas                              |
| Rijwielgedeelte        | Chroom-molybdeen buisframe            |
| Voorvork               | UPSD                                  |
| Achtervork             | Monovering                            |
| Voorrem                | 2 x schijfrem 310 mm                  |
| Achterrem              | 1 x schijfrem 265 mm                  |
| Tankinhoud             | 19 liter                              |
| Droog gewicht          | 225kg                                 |
| Wielbasis              | 1.610mm                               |